# Guerra de Thompson

Bandera de las milicias de Thompson, en fondo blanco con abeto en verde.

La guerra de Thompson fue un enfrentamiento en los primeros compases de la Guerra de Independencia de los Estados Unidos entre la milicia patriota que lideraba Samuel Thompson y los lealistas británicos apoyados por el HMS Canceaux. El episodio terminó sin víctimas mortales, pero provocó la represalia, cinco meses después, de Falmouth (actual ciudad de Portland, en Maine).

## Trasfondo
El propietario de la taberna de Brunswick (actualmente en Maine, pero en ese momento perteneciente a la Provincia de la bahía de Massachusetts), Samuel Thompson, había sido elegido miembro de la Junta de selectores en los ejercicios de 1768, 1770 y 1771. Fue elegido comandante de la milicia de Brunswick en 1774 y encabezó el comité de aplicación local de la Asociación Continental creada por el Primer Congreso Continental para boicotear todos los productos procedentes desde Gran Bretaña. La Asociación Continental intentó imponer el boicot el 2 de marzo de 1775 contra un barco cargado de velas, cuerdas y aparejos para el constructor naval Samuel Coulson de Portland, lealista británico, exigiendo que el barco en el que se almacenaba la carga, abandonase el puerto. Coulson solicitó una demora mientras la balandra inglesa completaba las reparaciones necesarias después de su viaje transatlántico. Mientras estaba anclado en puerto, desde Boston se había enviado a la zona al HMS Canceaux, barco que vigilaba la costa de Massachusetts y que sirvió de protección para la posterior descarga de los productos británicos en puerto. El descenso a puerto de las mercancías tuvo lugar el 19 de abril de 1775, casi al mismo tiempo que 150 km al sur se producían las batallas de Lexington y Concord. Cuando las noticias llegaron a Brunswick dos días después, el 21 de abril, la milicia de  Brunswick planeó capturar el HMS Canceaux.

## Movilización de la milicia
Unos cincuenta milicianos de Brunswick, con pequeñas ramas de abeto en sus sombreros, planeaban una acción armada para hacerse con el HMS Canceux. El propio navío se encontraba preparado con defensas para evitar que pequeñas embarcaciones, como era el caso, pudieran abordarla. Pero la milicia que lideraba Thompson consiguió su objetivo, atrapando, el 9 de mayo de 1775, en tierra al capitán del mismo, el teniente Henry Mowat, que había bajado para celebrar un servicio religioso junto a su tripulación. El primer teniente a bordo del HMS Canceaux descargó dos saludos de cañón hacia Portland y amenazó con bombardear la ciudad si el capitán no era liberado. En torno a seiscientos milicianos de las comunidades vecinas se reunieron cuando los residentes de Portland negociaron para evitar que su comunidad se convirtiera en un campo de batalla. A Mowat se le permitió regresar a su barco, pero su demanda de arrestar a Thompson fue rechazada, y la milicia reunida obligó al Canceaux a abandonar el puerto el 15 de mayo.

## Hechos posteriores
Milicianos decepcionados con la gestión de la crisis, y tras no conseguirse el objetivo de atacar y atracar el navío inglés, expresaron su frustración saqueando las casas de Coulson y el sheriff lealista Tyng antes de regresar a sus comunidades en el interior de la provincia. La noticia de la acción de Thompson alentó a los milicianos de Machias (Maine) a capturar a la goleta armada británica Margaretta un mes después en la batalla de Machias. Mowat trajo al HMS Canceaux de regreso a Portland en octubre para provocar varios incendios que dejaron a la población de Portland sin hogar ni recursos a medida que se acercaba el invierno. La Cámara de Representantes de Massachusetts promovió a Samuel Thompson a brigadier del condado de Cumberland (en Maine), el 8 de febrero de 1776, en reconocimiento a su iniciativa tras las batallas de Lexington y Concord.
En 1783 Thompson se mudó a Topsham (Maine), siendo reelegido regularmente para el Tribunal General de Massachusetts hasta su muerte en 1798 a la edad de 63 años. Thompson donó parte de sus importantes propiedades inmobiliarias al Bowdoin College cuando la escuela fue fundada en 1794.